# علی‌محمد احمدی (سیاستمدار)
علی‌محمد احمدی (زادهٔ ۱۹ دی ۱۳۴۴ در آبدانان) سیاستمدار ایرانی است که به عنوان نماینده مجلس شورای اسلامی در دوره نهم از دهلران، آبدانان، دره‌شهر و بدره و استاندار کهگیلویه و بویراحمد در ۲ سال نخست دولت دوازدهم فعالیت می‌کرد. او هم‌اکنون عضو هیئت علمی دانشگاه تربیت مدرس است.

## زندگینامه
احمدی در ۱۹دی ۱۳۴۴ در آبدانان زاده شد. تحصیلات خویش را تا مقطع دیپلم در زادگاهش سپری کرد و دوره کارشناسی اقتصاد را در دانشگاه اصفهان، کارشناسی ارشد و دکتری را در دانشگاه تربیت مدرس گذراند و از سال ۷۲ به عضویت هیئت علمی دانشگاه درآمد. تالیف و نگارش ۱۲ جلد کتاب، ۳۳ مقاله علمی و ۳۱ طرح تحقیقاتی از جمله سوابق علمی و پژوهشی اوست. وی نماینده مجلس در دوره نهم از حوزه انتخابیه جنوب ایلام بود. از سال ۹۴ تا ۹۶ مشاور اقتصادی وزیر نفت و نیز از سال ۹۶ تا ۹۸ استاندار کهگیلویه و بویر احمد بوده است.

## حواشی
فیلمی از رابطهٔ جنسی علی‌محمد احمدی در شبکه‌های مجازی منتشر شد و گمانه‌زنی‌های بسیاری را دربارهٔ احمدی به راه انداخت. به نقل از یکی از نزدیکان آقای احمدی که نام او اعلام نشده، آقای احمدی و این زن با یکدیگر ازدواج موقت کرده بودند و برای او در تهران «خانه‌ای اجاره کرده بود».